# Helga Pargfrieder
Helga Pargfrieder (* 16. September 1955 in Linz als Helga Danner) ist eine ehemalige österreichische Basketballspielerin und Leichtathletin.

## Laufbahn

### Leichtathletik
Pargfrieder stellte im Hochsprung eine oberösterreichische Bestmarke von 1,76 Meter auf, welche sie beim Gewinn der österreichischen Staatsmeisterschaft in Innsbruck im Jahr 1979 auf 1,80 Meter verbesserte. Nach Ilona Gusenbauer und Riki Lechner war sie insgesamt die dritte Österreicherin, die 1,80 Meter oder mehr übersprang. Ihre Bestleistung im Hochsprung waren 1,81 Meter, welche sie im April 1980 erreichte. Pargfrieder wurde 1979, 1980 und 1981 jeweils österreichische Hochsprung-Meisterin, 1979 gewann sie zusätzlich den Meistertitel im Fünfkampf. Sie stellte in unterschiedlichen Disziplinen und Altersbereichen Vereinsrekorde beim ATSV Linz auf.

### Basketball
Im Alter von 15 Jahren kam sie zusätzlich zur Leichtathletik zum Basketballsport und spielte im Nachwuchs von DSG Linz. Beim ATV Linz, für den sie ab 1974 spielte, gelang ihr der Sprung in die Bundesliga. 1976 wurde sie als oberösterreichische Sportlerin des Jahres ausgezeichnet. In der Saison 1980/81 war sie beste Korbschützin der Bundesliga. Die 1,84 Meter große Innenspielerin ging 1983 zum UBLV Wien, mit dem sie 1984 und 1985 österreichische Meisterin wurde. Mit den Hauptstädterinnen trat Pargfrieder auch im Europapokal an. Im Laufe der 1980er Jahre wurde sie bei einem im Londoner Stadtteil Crystal Palace ausgetragenen internationalen Turnier zwei Mal unter die fünf besten Spielerinnen der Veranstaltung gewählt.
Ab 1985 spielte Pargfrieder beim UBC Wels, blieb dort zunächst bis 1986. In der Saison 1986/87 war sie Spielerin des DBB Wien und gewann an der Seite von Adrianna Biermaier, die auf ihrer Position als ihre große Konkurrentin galt, die österreichische Meisterschaft. Von 1987 bis 1989 war Pargfrieder erneut Spielerin in Wels und wurde 1989 wieder Meisterin. Ab 1989 spielte sie bei ASKÖ BSG Steyr, unterbrochen durch eine Rückkehr nach Wels im Herbst 1990. In ihrer letzten Steyrer Saison (1992/93) gewann sie noch einmal die österreichische Meisterschaft.
Pargfrieder bestritt 41 Basketball-Länderspiele für Österreich. Ihr Sohn Markus wurde ebenfalls Nationalspieler.